# Akemi Kimura
Akemi Kimura (木村 明美, Kimura Akemi) est une karatéka japonaise surtout connue pour avoir remporté le titre de championne du monde en kumite individuel féminin moins de 60 kilos aux championnats du monde de karaté 1988 organisés au Caire, en Égypte.

## Résultats
| Résultat           | Date          | Épreuve                   | Catégorie | Compétition                | Ville hôte              |
| ------------------ | ------------- | ------------------------- | --------- | -------------------------- | ----------------------- |
| Médaille d'or      | Novembre 1988 | Kumite individuel - 60 kg | Seniors   | Championnats du monde 1988 | Le Caire, en Égypte     |
| Médaille de bronze | Juillet 1989  | Kumite individuel - 60 kg | Seniors   | Jeux mondiaux 1989         | Karlsruhe, en Allemagne |